# نوین گالمارینی
نوین گالمارینی (انگلیسی: Nevin Galmarini؛ زادهٔ ۴ دسامبر ۱۹۸۶) اسنوبردسوار اهل سوئیس است.
وی در مسابقات کشوری و بین‌المللی در مجموع برندهٔ ۱ مدال نقره شده‌است.